# Gino Baghetti
Luigi Baghetti, detto Gino (Pavia, 13 ottobre 1901 – Roma, 28 marzo 1977), è stato un attore e doppiatore italiano.

## Biografia
Figlio degli attori Aristide Baghetti e Tullia Ravelli, fu attore dagli anni trenta e doppiatore soprattutto negli anni cinquanta e sessanta.
Tra i suoi ruoli maggiori quello del tenente Baghetti nel film Giarabub di Goffredo Alessandrini.
Nel 1946 recita nel film Un americano in vacanza di Luigi Zampa nella parte di monsignor Caligaris.
Morì il 28 marzo 1977 all'età di 75 anni.

## Prosa radiofonica EIAR
- L'uomo che corse dietro ai suoi calzoni, di Cosimo Giorgieri Contri, trasmessa il 18 agosto 1935.

## Filmografia
- Il sogno di tutti, regia di Oreste Biancoli e László Kish (1940)
- Notte di fortuna, regia di Raffaello Matarazzo (1941)
- C'è un fantasma nel castello, regia di Giorgio Simonelli (1942)
- Giarabub, regia di Goffredo Alessandrini (1942)
- Un americano in vacanza, regia di Luigi Zampa (1946)
- Il conte di Sant'Elmo, regia di Guido Brignone (1950)
- L'arte di arrangiarsi, regia di Luigi Zampa (1954)
- Alfredo Alfredo, regia di Pietro Germi (1972)

## Doppiaggio

### Film
- Stringer Davis in Assassinio sul treno, Assassinio al galoppatoio, Assassinio sul palcoscenico, Assassinio a bordo
- Bernard Lee in A 007, dalla Russia con amore
- Cecil Kellaway in Indovina chi viene a cena?, Geremia, cane e spia
- Desmond Llewelyn in Agente 007 - Thunderball: Operazione tuono, Agente 007 - Al servizio segreto di Sua Maestà
- Ed Wynn in Il diario di Anna Frank, I cacciatori del lago d'argento
- Gil Lamb in Un Maggiolino tutto matto
- Tu Chia Ching in Il furore della Cina colpisce ancora
- Herb Vigran in Il fantasma del pirata Barbanera
- Liam Dunn in Herbie il Maggiolino sempre più matto
- Niall MacGinnis ne I cospiratori
- Nolan Leary in Il segreto di Pollyanna
- Tino Bianchi in La maschera del demonio
- Vernon Rich in La guerra dei mondi
- William Demarest in F.B.I. - Operazione gatto
- Frank Cady in Il cacciatore di indiani
- Mikhail Rasumny in Il bacio del bandito
- Jack Kruschen in L'appartamento
- Mino Doro in Gli ultimi giorni di Pompei
- Colin Keith-Johnston in Il caso Paradine
- Gene Evans in Carovana di fuoco
- Susumu Fuijta in I misteriani
- Howard C. Hickman in Via col vento
- Mauricet in Miss spogliarello
- Georges Chamarat in Il ladro di Bagdad
- David Opatoshu in Cimarron
- Dante Maggio in Chiedi perdono a Dio... non a me
- George Archambeault in La legge del mitra
- Don Barclay in Mary Poppins
- John Qualen in Cavalcarono insieme
- Yngve Nordwall in Il posto delle fragole
- Attilio Martella in Allegro squadrone
- George J. Lewis in Zorro
- Martin Miller in La Pantera Rosa
- André Morell in Giallo a Creta
- Barta Barri in Furto su misura

### Film di animazione
- Il libro della giungla (Un avvoltoio)
- La carica dei cento e uno (Tony)
- Robin Hood (Otto)